# Czesław Kania (entomolog)
Czesław Kania (ur. 14 lipca 1927 w Dobromilu, zm. 15 maja 1993 we Wrocławiu) – polski entomolog.

## Życiorys
Studiował w Wyższej Szkole Rolniczej we Wrocławiu, w 1953 uzyskał magisterium, w 1961 obronił doktorat, a w 1966 habilitował się, w 1978 uzyskał tytuł profesora nadzwyczajnego. Specjalizował się w entomologii stosowanej, badał ekologiczne podstawy ochrony roślin oraz biologię szkodników roślin zbożowych. Opracował szkodliwą entomofaunę kukurydzy, jego dorobek naukowy stanowią 183 publikacje naukowe oraz książka "Nauka o chorobach i szkodnikach oraz technika ich zwalczania". Został odznaczony Krzyżem Kawalerskim Orderu Odrodzenia Polski.
Pochowany na Cmentarzu Grabiszyńskim we Wrocławiu.